# Chōtoku Kyan
Chōtoku Kyan (Chotoku Kyan (喜屋武 朝徳?); Shuri, 1870 – 20 settembre 1945) è stato un maestro di karate giapponese.
Era famoso per le sue abilità nel Karate e per la sua "colorata" vita privata. Chotoku Kyan (inoltre pronunciato Chotoku Kiyan), ebbe una grande influenza sugli stili di karate che successivamente divennero lo Shorin-Ryu e sugli altri relativi stili.

## Gioventù
Chotoku Kyan nacque a Shuri, (Okinawa), nel dicembre 1870 e fu il primo figlio di Chofu Kyan. Chofu Kyan, era uno steward del re delle Ryu Kyu (Okinawa), dopo l'annessione ufficiale al Giappone divenne la Prefettura di Okinawa. Kyan fu notato per la sua piccola statura, soffrendo di asma e stando frequentemente costretto a letto. He also had poor eyesight, which may have led to his early nickname Chan Migwa (squinty-eyed Chan).

## Karate Legacy
Il padre di Chotoku Kyan era un noto esperto di karate e introdusse il figlio al tegumi in giovane età. A 20 anni, Kyan iniziò ad allenarsi nel karate con Kosaku Matsumora e Kokan Oyadomori. All'età di 30 anni, fu considerato un maestro negli stili Shuri-te e Tomari-te. Lo studente più "longevo" di Kyan fu Zenryō Shimabukuro, che studiò con Kyan per più di 10 anni.. Kyan era famoso per incoraggiare i propri allievi a frequentare i bordelli e a consumare alcol.
Kyan, fu uno dei partecipanti al meeting dei maestri okinawensi del 1936 dove, nonostante la sua fiera opposizione, fu adottato il termine "karate-do" nella grafia giapponese e furono prese decisioni di vasta importanza riguardo alle arti marziali dell'Isola.

## Morte
Kyan sopravvisse alla Battaglia di Okinawa nel 1945, ma morì per la fatica e la malnutrizione nel settembre di quell'anno.